# اسپیتامن
اسپیتامن (پارسی باستان: spitamana؛ یونانی باستان: Σπιταμένης؛ ۳۷۰ – ۳۲۸ پیش از میلاد) یک سردار ایرانی (تاجیکی) سغدی بود که رهبری شورش بلخ و سغد (واقع در تاجیکستان امروزی) بر اسکندر مقدونی را در سال ۳۲۹ و پس از کشته شدن اردشیر پنجم به‌عهده گرفت اما سرانجام به دلیل خیانت همسرش شکست خورد.
درحالی که اسکندر مقدونی در اسکندریه اسخاته در نزدیکی سیردریا بود، به او خبر رسید که اسپیتامن سغدیان را شورانده و نیروهای مقدونی حاضر در سمرقند (از شهرهای سغد) را محاصره کرده است. اسکندر که در آن زمان خود قادر نبود کارزار علیه اسپیتامن را رهبری کند، یکی از سرداران خود به نام فرنوخوس از اهالی لیکیه را مامور سرکوب شورش سغد و بلخ کرد. با این حال، اسپیتامن به سختی او را شکست داد و سپاه مقدونی بیش از ۲۰۰۰ پیاده و ۳۰۰ سواره نظام را از دست داد.
از آنجایی که اوضاع برای اسکندر به سمت بحرانی شدن پیش می‌رفت، شخصا فرماندهی عملیات سرکوب سمرقند را برعهده گرفت؛ اما پیش از آن به وی خبر رسید که اسپیتامن به سمت بلخ پیش رفته، گرچه توسط ساتراپ باختر، یعنی آرتاباز، عقب رانده شده است.
نبرد نهایی در دسامبر ۳۲۸ پیش از میلاد روی داد، جایی که سپاهیان شورشی فارس به رهبری اسپیتامن در محلی به نام گابای با نیروهای مقدونیان به رهبری کوینوس روبرو شدند، اما پیروزی با مقدونیان بود. پس از عقب‌نشینی اسپیتامن، همسر او به وی خیانت کرد و او را کشت. وی سپس به نشانه تقاضا برای صلح، سر بریده اسپیتامن را برای اسکندر مقدونی فرستاد و سپاه شوهرش را منحل کرد.
اسپیتامن یک دختر به نام آپامه داشت. چند سال پس از آرام شدن اوضاع در سغد و بلخ، آپامه در عروسی شوش به ازدواج سلوکوس، از مهم‌ترین سرداران اسکندر و بنیان‌گذار امپراتوری سلوکی درآمد. آپامه چند فرزند برای سلوکوس به دنیا آورد که مهم‌ترین آن‌ها آنتیوخوس یکم سوتر بود که بعدها به عنوان دومین شاه سلوکی برتخت نشست. چند شهر نیز به افتخار او آپامیا توسط سلوکوس نامیده شد.
اسپیتامن همچنین یکی از شخصیت‌های رمان «حمله به افغانستان» نوشته استیون پرسفیلد است.